# Patrizio Sandrelli
Patrizio Sandrelli (Roma, 17 marzo 1950) è un cantautore italiano.

## Biografia
Nato a Roma, Sandrelli ha iniziato la sua carriera nei primi anni '70, esibendosi nei locali della sua città.
Nel 1973 arriva il primo album, chiamato semplicemente Patrizio Sandrelli.
Nel 1975 arriva quello che sarà il suo successo maggiore, il singolo Fratello in amore. Dello stesso anno è un altro discreto successo, Rosa.
Nel 1976 ha partecipato al Festival di Sanremo con Piccola donna addio, che raggiunge il quattordicesimo posto in classifica. Dello stesso anno è Piccolo fiore nero.
E sempre in quell'anno ripropone Fratello in amore, ma in inglese e col titolo Brother in Love, dedicandolo al giovanissimo attore Alessandro Momo, scomparso nel 1974.
La sua ultima presenza in classifica in Italia è nel 1978 con Lisa,  dopo di che scompare dalle scene.

## Discografia

### 33 giri
- 1973: Patrizio Sandrelli (Smash, SM-904)
- 1974: Rosa (Smash, SM-906)

### 45 giri
- 1971: Accanto a te/Pover'uomo (Smash, BF 5001)
- 1972: You and I/Junk (Smash, SM-6002)
- 1974: Rosa/Don't Lose Control (Smash, SM-6006)
- Marzo 1975: Fratello in amore/Piccolo fiore nero (Smash, SM-6007)
- 1976: Piccola donna addio/L'oro del tuo grembo (Smash, SM-6008)
- 1976: A letto senza cena/Senza di lei (Smash, SM-6009)
- Maggio 1976: Brother in Love/Woman's Parfume (Smash, SM-6010)
- 1978: Lisa/Gente umanità (Teen, TNI-16000)